# Хуан Мігель Агілера
Хуан Мігель Агілера (ісп. Juan Miguel Aguilera, нар. 1960, Валенсія) — іспанський письменник-фантаст.

## Біографія
Хоча Хуан навчався на промислового дизайнера, він став важливою постаттю в іспанській науковій фантастиці. Його перші твори написані у співпраці з Хав'єром Редалем. Події цих книг (на них вплинула жорстока наукова фантастика) відбуваються у всесвіті Акаса-Пуспа. Відтворення світів та довкілля є дуже узгодженим та деталізованим. Роман «Світ у безодні» та його сиквел «Сини вічності» поєднують у собі типовий сюжет космічної опери та жорсткої наукової фантастики.
Роман «Прихисток» — приклад великого наукового впливу: біотехнологій, біології видів, комунікації між видами, еволюція.
Також співпрацював з письменником Рафаелем Маріном Тречера.
У своїх самостійних творах Хуан приділяє менше часу науковим детям та додає елементи фентезі (цей жанр він називає «спекулятивна історія»). Також Хуан є сценаристом фільму «Марсіянська одіссея» (2001) та коміксу «Аватар».
Як ілюстратор зробив багато обкладинок для книг наукової фантастики.
Отримав такі літературні премії: «Ігнотус», « Альберто Магно», «Жуля Верна», «Боба Моране» та «Імажіналі».
2000—2002 рр. — президент Іспанської асоціації фантастики, наукової фнтастики та жахів.

## Твори

### Романи
- Mundos en el abismo (1988) (з Хав'єром Редалем) ISBN 978-84-7386-503-6 — «Світи у безодні»;
- Hijos de la eternidad (1990) (з Хав'єром Редалем) ISBN 978-84-7386-552-4 — «Сини вічності»;
- En un vacío insondable (1994) (з Хав'єром Редалем) — «У бездонній порожнечі»;
- El refugio (1994) (з Хав'єром Редалем)ISBN 978-84-406-4749-8 — «Прихисток»;
- La locura de Dios (1998) ISBN 978-84-226-8666-8 — «Божевілля богів»;
- Contra el tiempo (2001) (з Рафаелом Маріном Тречера) ISBN 978-84-930922-6-9 — «Проти часу»;
- Mundos en la eternidad (2001) ISBN 978-84-95495-10-5 — «Світи у вічності»;
- Stranded (Náufragos) (2001) (з Едуардо Вакерізом, книга написана на основі фільму «Марсіянська одіссея») ISBN 978-84-663-0349-1 — «Марсіянська одіссея»;
- Rihla (2003) ISBN 978-84-450-7509-8 — «Рігла»;
- Mundos y demonios (2005) ISBN 978-84-96173-39-2 — «Світи і демони»;
- El sueño de la razón (2006) ISBN 978-84-450-7596-8 — «Сон розуму»;
- La red de Indra (2009) ISBN 978-84-9889-023-5 — «Мережа Індра»;
- La Zona (2012) (з Хав'єром Негрете) ISBN 978-84-670-3712-8 — «Зона»;
- Oceanum (2012) (з Рафаелом Маріном Тречера) ISBN 978-84-683-0401-4 — «Океан»;
- Sindbad en el País del Sueño ISBN 978-84-158-3116-7 — «Сіндбад у країні Мрій»;
- Viaje a las Tierras del Ocaso [Архівовано 5 листопада 2016 у Wayback Machine.] (2014) ISBN 978-84-943-2080-4 — «Подорож до земель Заходу сонця».

### Оповідання
- Sangrando correctamente (1981) (з Хав'єром Редалем) — «Правильна кровотеча»;
- Ari, el tonto (1992) (з Хав'єром Редалем) — «Арі — дурень»;
- Maleficio (1995) (з Хав'єром Редалем) — «Прокляття»;
- El bosque de hielo (1995) — «Ліс з льоду»;
- La llavor del mal (1996) (з Рікардо Лазаро) — «Насіння зла»;
- Semilla (1998) — «Насіння».

### Оповідання у збірках
- Mañana todavía. Doce distopías para el siglo XXI (2014) — «Все ще ранок. 12 антиутопій для XXI століття»[5]

### Комікси
- Avatar: Un regard dans l'abîme (2003) (з Рафа Фонтеріз) — «Аватар: погляд у безодню»;
- Avatar: Griffes dans le Vent (2004) (з Рафа Фонтеріз) — «Аватар: кігті на вітрі»;
- Avatar: Les fissures de ma caverne (2006) (з Рафа Фонтеріз) — «Аватар: тріщини моєї печери»
- Road Cartoons (1998) (з Пако Рока) — «Дорожні мультфільми»;
- GOG (2000) (з Пако Рока) — «ГОГ».

### Кіноматограф
- Stranded (Náufragos) (2001) — «Марсіянська одіссея».

### Статті
- Imágenes de ordenador en el cine (1999) — «Комп'ютерні зображення у кіно».